# Michał Dworczyk
Michał Paweł Dworczyk (ur. 22 lipca 1975 w Warszawie) – polski polityk, z wykształcenia historyk, instruktor harcerski, samorządowiec, poseł na Sejm VII, VIII, IX i X kadencji (2015–2024), sekretarz stanu w Ministerstwie Obrony Narodowej (2017), szef Kancelarii Prezesa Rady Ministrów (2017–2022), minister-członek Rady Ministrów (2019–2023), poseł do Parlamentu Europejskiego X kadencji (od 2024).

## Życiorys

### Młodość i wykształcenie
Pochodzi z rodziny o patriotycznych tradycjach. Obydwaj dziadkowie – rotmistrz Kazimierz Lenartowicz i kpt. lekarz Marian Dworczyk – byli uczestnikami wojny polsko-bolszewickiej, ojciec Jan Dworczyk był harcerzem Szarych Szeregów ps. „Michał”, natomiast matka Alina Lenartowicz-Dworczyk była członkiem „Solidarności”.
W 1994 ukończył Liceum Ogólnokształcące Społeczne nr 17 w Warszawie, a w latach 1994–2000 studiował w Instytucie Historycznym Uniwersytetu Warszawskiego, studia ukończył w 2001. Odbył również specjalistyczne studia wschodnie w Studium Europy Wschodniej UW. Po zakończeniu studiów zgłosił się do odbycia służby wojskowej. W Szkole Podchorążych Rezerwy w Zegrzu odbył trzymiesięczne szkolenie, a następnie służył w kompanii rozpoznania Warszawskiej Brygady Pancernej. Jest starszym kapralem podchorążym rezerwy.

### Harcerstwo i działalność w organizacjach pozarządowych

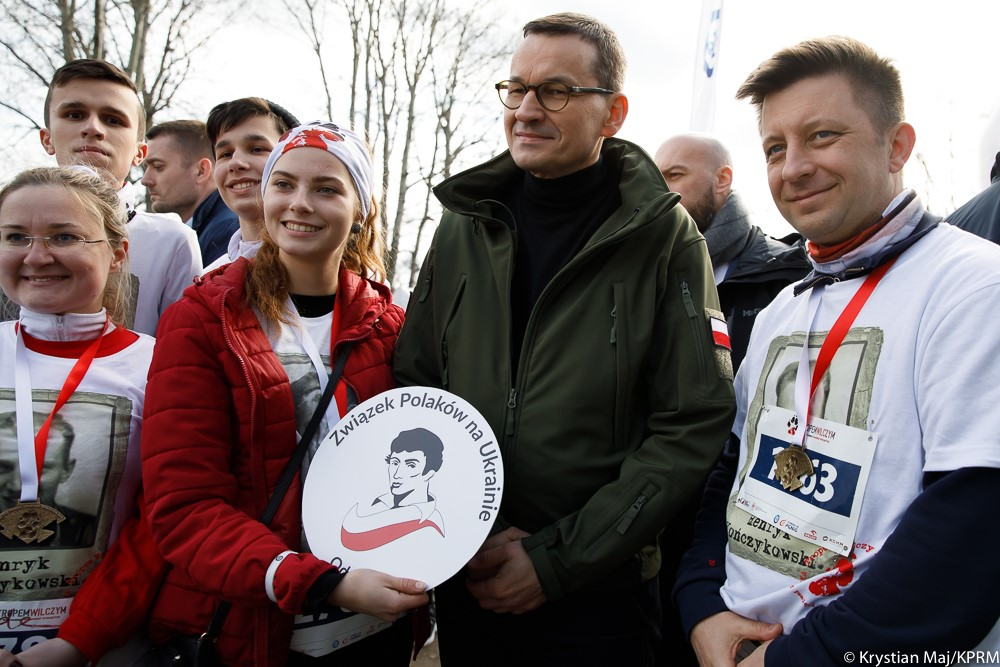
1 marca 2020 Warszawa -Tropem Wilczym – Bieg Pamięci Żołnierzy Wyklętych – Premier Mateusz Morawiecki złożył gratulacje uczestnikom biegu.

W 1985 wstąpił do harcerstwa. W 1989 szczep Hawrań Wielki, do którego należał Michał Dworczyk, włączył się w tworzenie niezależnego Związku Harcerstwa Rzeczypospolitej. Michał Dworczyk był kolejno zastępowym, drużynowym, komendantem szczepu i hufcowym. Z jego inicjatywy Hufiec Centrum otrzymał imię Obrońców Kresów Wschodnich. W latach 2001–2006 pełnił funkcje szefa Głównej Kwatery Organizacji Harcerzy, szefa Referatu Wschód oraz członka Naczelnictwa ZHR. W czasie studiów jako instruktor (w stopniu harcmistrza), szef Głównej Kwatery OH ZHR oraz szef Referatu Wschód angażował harcerzy w pomoc Kresom, organizując m.in. obozy, szkolenia dla polskich instruktorów z Kresów czy Akcję „Paczka” – Pomoc Polakom na Kresach. W latach 2003–2005 jako członek Naczelnictwa ZHR był odpowiedzialny za pomoc i współpracę ZHR z polskimi środowiskami i organizacjami harcerskimi poza granicami kraju – w szczególności na Litwie, Łotwie, Białorusi i Ukrainie. 
Od połowy lat 90. angażował się w działalność w Stowarzyszeniu „Wspólnota Polska” – w latach 2000–2006 był wiceprezesem Zarządu Oddziału Warszawskiego oraz członkiem Rady Krajowej, w 2008 zasiadł w Zarządzie Krajowym tej organizacji. Działał również w Towarzystwie Miłośników Lwowa i Kresów Południowo-Wschodnich. W 2005 wraz ze Stanisławem Kostrzewskim założył i został członkiem Rady Programowej Fundacji „Wolność i Demokracja” celem pomocy Polakom na Białorusi, kultywowania pamięci o polskiej historii i dziedzictwie oraz wspierania działań organizacji prodemokratycznych na terenach byłego ZSRR, a później objął funkcję prezesa tej organizacji.

### Działalność zawodowa i polityczna
W latach 2001–2005 prowadził własną działalność gospodarczą – był współwłaścicielem biura podróży „Pogranicze”.
W 2001 wstąpił do Przymierza Prawicy, a w 2002 został członkiem Prawa i Sprawiedliwości. W wyborach samorządowych w 2006 został radnym dzielnicy Warszawa-Śródmieście. W 2007 i w 2011 kandydował w wyborach do Sejmu w okręgu warszawskim, ale nie uzyskał mandatu. W 2010 został wybrany do Rady m.st. Warszawy. W latach 2012–2015 pracował w PKO BP. W 2014 uzyskał mandat radnego Sejmiku Województwa Mazowieckiego V kadencji.
W latach 2005–2007 pełnił funkcję głównego doradcy Prezesa Rady Ministrów Kazimierza Marcinkiewicza. Był wiceprzewodniczącym Międzyresortowego Zespołu ds. Wspierania Przemian Demokratycznych w Europie Środkowo-Wschodniej, sekretarzem Międzyresortowego Zespołu ds. Polonii i Polaków za Granicą. Koordynował prace nad tzw. pakietem ustaw polonijnych. Wśród nich były: nowa ustawa o repatriacji, ustawa o obywatelstwie, ustawa o ordynacji wyborczej (przewidująca wybór parlamentarzystów reprezentujących Polaków mieszkających za granicą). Współautor uchwalonej jesienią 2007 ustawy „o Karcie Polaka”. Był współautorem i redaktorem rządowego raportu „Polityka Państwa Polskiego wobec Polonii i Polaków za Granicą”, inicjatorem i współautorem przyjętego przez Radę Ministrów w 2007 rządowego „Programu Współpracy z Polonią i Polakami za Granicą”. Współautor programu stypendialnego im. Konstantego Kalinowskiego oraz umowy międzyrządowej powołującej Polsko-Litewski Fundusz Wymiany Młodzieży.

W latach 2008–2010 był doradcą Prezydenta RP Lecha Kaczyńskiego ds. Polonii i Polaków za Granicą, zajmując się m.in. polityką odznaczeniową Polaków na byłych Kresach oraz wspieraniem środowisk polskich na Wschodzie.

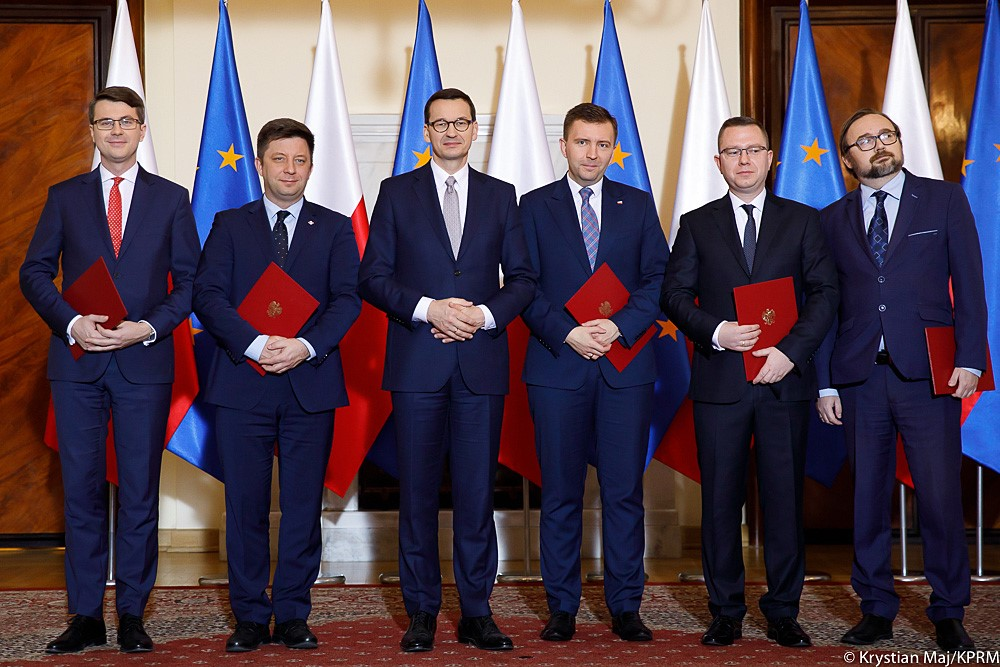
21 listopada 2019 r. uroczystość wręczenia aktów powołania oraz powierzenia obowiązków członkom kierownictwa KPRM

W latach 2010–2015 współpracował z Jarosławem Kaczyńskim. Działania te skupiały się na wspieraniu i współpracy Prawa i Sprawiedliwości ze środowiskami Polaków na Kresach.
W sierpniu 2015, na kilka miesięcy przed zakończeniem VII kadencji Sejmu, zastąpił posła Adama Kwiatkowskiego, który został powołany na stanowisko doradcy Prezydenta RP. W październiku został wybrany do Sejmu RP, kandydując z listy wyborczej PiS w okręgu wałbrzyskim. 
Był autorem ustawy o ustanowieniu Krzyża Wschodniego oraz uchwały sejmowej o ustanowieniu 11 lipca Narodowym Dniem Pamięci Ofiar Ludobójstwa dokonanego przez OUN-UPA na obywatelach polskich Kresów Wschodnich II Rzeczypospolitej Polskiej.
1 marca 2017 został sekretarzem stanu w Ministerstwie Obrony Narodowej. Do jego obowiązków należało kształtowanie procesu wychowawczego w Siłach Zbrojnych RP, polityka historyczna MON, współpraca z organizacjami proobronnymi i pozarządowymi dla wspierania procesu budowy Wojsk Obrony Terytorialnej.
19 grudnia 2017 premier Mateusz Morawiecki powołał go na Szefa Kancelarii Prezesa Rady Ministrów w randze sekretarza stanu w KPRM. 4 czerwca 2019 powołany na urząd ministra-członka Rady Ministrów.
12 czerwca 2019 został powołany na  pełnomocnika Prawa i Sprawiedliwości w okręgu wałbrzyskim. Obowiązki Przewodniczącego Dolnośląskiej Rady Regionalnej przejął od Adama Lipińskiego 29 listopada 2019. Wszedł także w skład komitetu politycznego PiS.
W wyborach w 2019 z powodzeniem ubiegał się o poselską reelekcję, otrzymując 58 426 głosów. 15 listopada 2019 ponownie został ministrem bez teki, dołączając do drugiego gabinetu Mateusza Morawieckiego.
Na mocy rozporządzenia Rady Ministrów z 8 grudnia 2020 został mianowany na stanowisko Pełnomocnika Rządu ds. Narodowego Programu Szczepień Ochronnych Przeciwko Wirusowi SARS-CoV-2. 15 maja 2022, w związku z wprowadzeniem stanu zagrożenia epidemicznego został odwołany z tego stanowiska z mocą od dnia 16 maja 2022.
13 października 2022 został odwołany ze stanowiska szefa Kancelarii Prezesa Rady Ministrów, pozostając ministrem-członkiem Rady Ministrów. W 2023 został ponownie wybrany do Sejmu, uzyskując 40 264 głosy. 27 listopada tego samego roku zakończył pełnienie funkcji ministra.
W wyborach do Parlamentu Europejskiego w 2024 r. uzyskał mandat europosła X kadencji z poparciem 123 908 wyborców (10,82%). Zasiadł w Komisji Rynku Wewnętrznego i Ochrony Konsumentów oraz Podkomisji Bezpieczeństwa i Obrony.

## Życie prywatne
W 2002 poślubił Agnieszkę, którą poznał w harcerstwie. Wspólnie wychowują czwórkę dzieci: Marię, Zofię, Antoniego i Jana.

## Odznaczenia i wyróżnienia
- medal "Pro Patria" (2016)[29]
- Order „Za zasługi” II klasy (Ukraina, 2022)[30]
- Honorowe obywatelstwo Bystrzycy Kłodzkiej (2020)[31]
- Honorowe obywatelstwo Kamieńca Ząbkowickiego (2021)[32]
- Zasłużony dla Gminy Jaworzyna Śląska (2022)[33]
- Honorowe obywatelstwo Barda (2023)[34]

## Kontrowersje
W 1999 został zatrzymany pod zarzutem nielegalnego posiadania broni, a następnie sąd skazał go za nielegalne posiadanie amunicji z okresu II wojny światowej (przechowywał pociski artyleryjskie w piwnicy 9-piętrowego bloku mieszkalnego) na karę 1,5 roku pozbawienia wolności z warunkowym zawieszeniem jej wykonania na okres 3 lat próby.
W maju 2021 Najwyższa Izba Kontroli złożyła do prokuratury zawiadomienie o możliwości popełnienia przestępstwa nadużycia uprawnień przez ministra Michała Dworczyka w związku z przygotowaniami do przeprowadzenia wyborów prezydenckich w 2020 roku.
W 2021 portal Onet.pl i tygodnik "Newsweek" opisały kontrowersje wokół dotacji rządowych przekazanych założonej przez Michała Dworczyka Fundacji "Wolność i Demokracja". 
W czerwcu 2021 anonimowe kanały na platformie Telegram zaczęły publikowanie listów e-maili pochodzących z prywatnej skrzynki e-mail Michała Dworczyka, która była wykorzystywana do celów służbowo-partyjnych ministra. W wyniku nacisków polskiego rządu Telegram usunął kanały, ale nowe maile sygnowane przez Dworczyka wciąż trafiają do sieci. Przez charakter listów pojawiających się na platformie, wydarzenie zostało nazwane przez publicystów aferą mailową. Dziennikarz portalu internetowego Wirtualna Polska Szymon Jadczak na jej łamach opublikował 30 lipca 2021 artykuł nt. serwisu internetowego "Poufna Rozmowa" gdzie na ich profilu w komunikatorze internetowym Telegram pojawiły się pierwsze maile ze skrzynki Michała Dworczyka w aferze mailowej, w którym opisuje, że osoby stojącymi za tym kanałem są osobami rosyjskojęzycznymi a w artykule były szef Służby Kontrwywiadu Wojskowego (SKW) w latach 2014–2015 Piotr Pytel stwierdza, że wiele wskazuje, że za tą operacją stoją wojskowe służby rosyjskie.

## Wyniki w wyborach ogólnopolskich
| Wybory | Komitet wyborczy                | Komitet wyborczy       | Organ            | Okręg            | Wynik        |
| ------ | ------------------------------- | ---------------------- | ---------------- | ---------------- | ------------ |
| 2007   |                                 | Prawo i Sprawiedliwość | Sejm VI kadencji | nr 19            | 2671 (0,23%) |
| 2011   | Sejm VII kadencji               | Prawo i Sprawiedliwość | 4398 (0,43%)     | nr 19            |              |
| 2015   | Sejm VIII kadencji              | Prawo i Sprawiedliwość | nr 2             | 24 935 (10,65%)  |              |
| 2019   | Sejm IX kadencji                | Prawo i Sprawiedliwość | nr 2             | 58 426 (20,65%)  |              |
| 2023   | Sejm X kadencji                 | Prawo i Sprawiedliwość | nr 2             | 40 264 (12,45%)  |              |
| 2024   | Parlament Europejski X kadencji | Prawo i Sprawiedliwość | nr 12            | 123 908 (10,82%) |              |